# 201 (szám)
A 201 (római számmal: CCI) egy természetes szám, félprím, a 3 és a 67 szorzata.

## A szám a matematikában
A tízes számrendszerbeli 201-es a kettes számrendszerben 11001001, a nyolcas számrendszerben 311, a tizenhatos számrendszerben C9 alakban írható fel.
A 201 páratlan szám, összetett szám, azon belül félprím, kanonikus alakban a 31 · 671 szorzattal, normálalakban a 2,01 · 102 szorzattal írható fel. Négy osztója van a természetes számok halmazán, ezek növekvő sorrendben: 1, 3, 67 és 201.
Mivel a két prímtényezője Gauss-prím, a 201 Blum-egész. Másrészt előáll 5 különböző négyzetszám összegeként: 1 + 4 + 16 + 36 + 144 = 201.
Tizenötszögszám.
A 201 négyzete 40 401, köbe 8 120 601, négyzetgyöke 14,17745, köbgyöke 5,85777, reciproka 0,0049751. A 201 egység sugarú kör kerülete 1262,92025 egység, területe 126 923,4848 területegység; a 201 egység sugarú gömb térfogata 34 015 493,9 térfogategység.
A 201 helyen az Euler-függvény helyettesítési értéke 132, a Möbius-függvényé 1, a Mertens-függvényé −7.
A 201 Harshad-szám, mert osztható a tízes számrendszerben vett számjegyeinek összegével.

## A szám a természettudományokban
HTTP státuszkódként sikeres POST parancsról ad visszajelzést.

## A szám a kultúrában
A Star Trek: Az új nemzedék sorozat első részének címe 11001001, ami a 201 bináris alakja.